# Martin Üffing
Martin Üffing SVD (* 1962 in Rheine) ist ein deutscher Ordenspriester und Theologe.

## Leben
Nach dem Abitur am Arnold-Janssen-Gymnasium in Neuenkirchen 1981 trat Martin Üffing in das Postulat der Gesellschaft des Göttlichen Wortes in Steyl ein. Nach dem Noviziat in Wittlich-Wengerohr studierte er von 1982 bis 1987 Theologie an der PTH Sankt Augustin. Nach der Priesterweihe 1988 und dem Pastoraljahr erwarb er 1989 das Lizentiat und 1992 die Promotion an der Pontificia Universitas Gregoriana in Rom. Anschließend arbeitete er als Dozent und Ausbilder auf den Philippinen (Dozent/Professor für Missionswissenschaft und Fundamentaltheologie) an der Divine Word School of Theology in Tagaytay (1994–2001) und Professor für Missionswissenschaft am Institute for Consecrated Life in Asia (ICLA) der Päpstlichen und Königlichen Universität des heiligen Thomas von Aquin in Manila (1996–2001), ehe er 2001 die Leitung der Ausbildungsgemeinschaft in Sankt Augustin übernahm sowie die Lehrtätigkeit für Missionswissenschaft an der Hochschule aufnahm. 2002 wurde er zum Professor berufen. Seit 2008 leitet er das Steyler Missionswissenschaftliche Institut und war Rektor des Missionspriesterseminars von 2013 bis zur Ernennung zum Provinzial der Steyler Missionare in Deutschland im Mai 2016. 2018 wurde er als Provinzial der Steyler Missionare in Deutschland und in Steyl für die Amtszeit bis 2023 bestätigt. Am 1. Mai 2023 löste ihn in diesem Amt Peter Claver Narh ab.
Seine Forschungsschwerpunkte sind Theologie der Offenbarung, Theologie der Religionen, Theologie der Mission, Mission und Ordensleben und Mission in Europa.

## Publikationen (Auswahl)
- Die deutsche Kirche und Mission Konsequenzen aus dem nachkonziliaren Missionsverständnis für die deutsche Kirche (= Studia Instituti Missiologici Societatis Verbi Divini, Band 60). Steyler-Verlag, Nettetal 1994, ISBN 3805003463 (zugleich Dissertation, Gregoriana 1992).
- als Herausgeber: Non-European missionaries in Europe. Steyler Missionswiss. Inst., Sankt Augustin 2011, ISBN 978-3-8050-0575-3.
- als Herausgeber: Mission seit dem Konzil (= Studia Instituti Missiologici Societatis Verbi Divini, Band 98). Steyler Verlag, Sankt Augustin 2013, ISBN 978-3-8050-0606-4.